# Kees Neggers
Cornelis Adrianus Maria "Kees" Neggers, né le 20 juillet 1947 à Bréda,  est un informaticien néerlandais, pionnier de l'Internet. Il est connu pour avoir lancé et encouragé de nombreuses initiatives de collaboration internationale dans le domaine de la recherche et des réseaux éducatifs.

## Formation et début de carrière
Kess Neggers étudie le génie électrique à l'université technique d'Eindhoven, où il obtient sa maîtrise en 1972. Il est nommé membre du comité consultatif du Ministère néerlandais de l'Éducation et des Sciences sur les infrastructures informatiques. Il travaille au Centre de calcul de l'université de Groningue de 1975 à 1984. En 1984, Neggers rejoint le Centre de calcul de l'université Radboud de Nimègue en tant que directeur adjoint. La même année, il commence sa carrière dans le déploiement de réseaux internationaux en devenant directeur du European Academic Research Network (EARN) pour les Pays-Bas.

## Responsabilités
Boudewijn Nederkoorn et Neggers participent à la création de la Fondation SURF en mai 1987 et à la constitution de la société SURFnet BV en janvier 1989. Un an plus tôt, le 1er janvier 1988, Nederkoorn et Neggers avaient été nommés codirecteurs de SURFnet.
En juin 1986, Neggers participe à la création de TERENA (RARE), association européenne des réseaux nationaux de recherche et d'éducation, à Amsterdam. Il est trésorier de l'association jusqu'en 1990, vice-président de 1990 à 1992, et président de 1992 jusqu'à ce que l'association European Academic Research Network (EARN) fusionne avec RARE et que RARE change de nom pour devenir TERENA le 20 octobre 1994,,, ,. Il rejoint à nouveau le Comité exécutif de TERENA en tant que vice-président des services de 1997 à 1999, et en tant que vice-président du programme technique de 1999 à 2001,.
En 1991, Neggers est l'une des personnes à l'origine de l'initiative visant à créer un projet appelé Ebone comme solution provisoire pendant que la communauté européenne des réseaux de recherche effectuait la transition de l'OSI vers l'IP,.
Neggers représente RARE en tant que membre fondateur de l'Internet Society lorsque cette organisation est fondée en 1992. Il est l'administrateur de l'Internet Society nommé par RARE de 1992 à 1996, et membre élu du conseil d'administration de 1998 à 2004.
Le Centre de Coordination du Réseau des Réseaux IP Européens (RIPE Network Coordination Centre) est créé par le RARE en 1992. En tant que vice-président des services de TERENA, Neggers joue un rôle majeur dans la scission du service et la création du RIPE NCC en tant qu'association indépendante, constituée en novembre 1997. Il est membre nommé par TERENA du conseil d'administration du RIPE NCC en 1998-1999 et président du conseil exécutif de 2000 à 2008.
Neggers participe activement à la création de l'Amsterdam Internet Exchange en 1994-1997 et de la section néerlandaise de l'Internet Society en 1997.

## Prix et distinctions
- 2002 :  Boudewijn Nederkoorn et Kees Neggers sont élus Personnalité TIC de l'année par le Bureau néerlandais des TIC[15].
- 2012 : Kees Neggers est nommé Officier de l'Ordre d'Orange-Nassau[16].
- 2013 : Kees Neggers est intronisé au Temple de la renommée d'Internet[17].